# Cerbu (okręg Tulcza)
Cerbu – wieś w Rumunii, w okręgu Tulcza, w gminie Topolog. W 2011 roku liczyła 292 mieszkańców.